# 조르제토 주지아로
조르제토 주지아로(이탈리아어: Giorgetto Giugiaro, 1938년 8월 7일~)는 이탈리아의 자동차 디자이너이다. 피에몬테주 쿠네오도에서 태어났으며 슈퍼카와 대중적인 양산 차량을 모두 설계하였다.
자동차와 더불어 니콘 카메라 몸체, 베레타 기관단총, 포르투의 산책로, 로잔에 위치한 한 성당의 오르간을 디자인했다. ‘마릴’이라는 새로운 파스타 건면의 형태를 고안해내기도 하였다.

## 영향
대중에 널리 알려진 주지아로의 디자인으로는 들로리언 DMC-12가 있다. 할리우드 블록버스터 영화 시리즈인 백 투 더 퓨처에 줄곧 등장하며 80년대를 대표하는 독특한 디자인을 가졌다. 주지아로가 설계한 차량 가운데 가장 많이 팔린 차량은 폭스바겐 골프 Mk1이다.
대한민국에서는 현대 포니를 비롯, 스텔라, 쏘나타, 라노스, 레간자, 라세티 해치백을 디자인한 것으로 유명하다. 한국 최초의 고유 모델 자동차인 포니는 이후 아이오닉 5의 토대가 되는 45 EV 컨셉트 카를 통해 오마주되었다. 《월간 디자인》과의 인터뷰에서, 한국이 서양의 자동차 디자인을 발판 삼아 도약한 일화를 소개하며 디자인 역시 돈을 벌기 위해 하는 것이며 영리하지 못하면 뒤떨어지는 세상이 되었다는 의견을 피력했다.
1999년 20세기 최고의 자동차 디자이너에 선정되었으며 2002년에 자동차 명예의 전당에 이름을 올렸다.

## 경력
- 피아트 특수 차량 설계 (1955년~1959년)[4]
- 그루포 베르토네 (1959년~1965년)
- 카로제리아 기아 (1965년~1967년)
- 이탈디자인 주지아로 (1967년~2015년)
- GFG 스타일 (2015년~현재)[5]

## 작품

### 자동차
- 대우자동차
  - 라노스 (1996년)
  - 레간자 (1997년)
  - 매그너스 (2000년, 2003년)
  - 칼로스 해치백 (2002년)
  - 라세티 해치백 (2004년)
- 쌍용자동차
  - 렉스턴 (2001년)
  - 코란도 (2010년)
- 현대자동차
  - 포니 (1974년)
  - 스텔라 (1982년)
  - 엑셀 (1985년)
  - 쏘나타 (1988년)